# Belonogaster arabica
Belonogaster arabica är en getingart som beskrevs av Giordani Soika 1957. Belonogaster arabica ingår i släktet Belonogaster och familjen getingar. Inga underarter finns listade.